# Maximilien Sorre
Maximilian Joseph Sorer, ou Maximilien Sorre (Rennes, 16 de julho de 1880 - 10 de agosto de 1962) foi um geógrafo francês cujos trabalhos na área de geografia, biologia e geografia humana foram reconhecidos mundialmente.
Os seus trabalhos procuram enriquecer o conceito de Gênero de Vida e mostrar a sua importância na atualidade.
"…a noção de Gênero de Vida, é extremamente rica, pois abraça a maioria, se não a totalidade das atividades do grupo e mesmo dos indivíduos. (…) êstes elementos materiais e espirituais são, no sentido exato da palavra, técnicos, processos transmitidos pela tradição e graças aos quais os homens se asseguram uma posse sôbre os elementos naturais. Técnicas de energia, técnicas de produção de matérias-primas, de maquinaria, são sempre técnicos, como as instituições que mantêm a coesão do grupo assegurando sua perenidade". (SORRE, 1963:30).

## Maximilien Sorre e a Ecologia Humana
Sorre foi seguidor da Escola Possibilista da Geografia. Formou-se professor e lecionou até a Primeira Guerra Mundial. Trabalhou no sentido de integrar os estudos de Geografia Física aos de Geografia Humana. Este autor manteve-se dentro da proposta vidalina, aperfeiçoando-a.
Para Sorre, que escreveu suas principais obras na década de 1940, a ciência geográfica deveria estudar as formas pelas quais os homens organizam seu meio, considerando o espaço como a “morada do homem” (MORAES, 1999). O principal conceito desenvolvido por este geógrafo foi o de habitat, que diz respeito a uma área do planeta habitada por uma comunidade que a organiza. Trata-se assim, de uma construção humana, uma humanização do meio que expressa as múltiplas relações entre o homem e o ambiente que o envolve. (Op. Cit., 1999).
Com base neste apanhado sobre a obra de Max. Sorre, pode-se constatar que a geografia produzida por este autor é a Ecologia do homem, ou seja, trata-se da relação dos grupos humanos com o meio em que vivem, em um processo de contínua transformação deste meio pelo homem. Por conseguinte, as condições do meio geográfico, resultante da ação dos homens, seriam diferentes das do meio natural original (Idem, 1999).
Para o autor, a atividade humana se desenvolvia inserida em três grandes planos: o físico, o biológico e o social, que, enquanto condicionantes e condicionados pelo homem, eram pertinentes à ciência geográfica. A pesquisa sobre estes planos tinha que ser permanente, porquanto a relação entre eles ser dinâmica. E o fato geográfico também o é. (CAMPOS, 2004).
Para Sorre (1984, p.116), “participar de uma vida de relações extensas cria esta atmosfera para a qual foram criadas as palavras ‘civilidade’ e ‘urbanidade’”. Segundo ele, para os olhos de um geógrafo, a cidade não é um acidente da paisagem, “seus traços fisionômicos são a expressão concreta e durável do gênero de vida urbano, dominado pela atividade da circulação, oposto aos gêneros de vida rurais”.(Idem,1984).
A obra de Max. Sorre foi, sem dúvida, a segunda mais importante formulação da geografia francesa, pois tratou-se de uma reciclagem da geografia humana proposta por Vidal de La Blache, proporcionando uma retomada e um enriquecimento das teorias vidalinas – no sentido de proporcionar um conhecimento geográfico global e unitário -, mantendo porém, fidelidade à essência possibilista (MORAES, 1999).
Não se pode também esquecer, como afirma Milton Santos (2002, p. 35), que Max. Sorre foi o "primeiro geógrafo a propor, com detalhe, a consideração do fenômeno técnico em toda sua amplitude". Sorre estava convencido de que a relação entre a transformação da técnica a mudança geográfica era muito importante. 
O sorreano Milton Santos ainda acrescentaria que atualmente a sociedade humana tem como seu domínio a Terra, ou seja, todo o planeta. Esta totalidade é o habitat desta sociedade. Na verdade, habitat e ecúmeno são, agora, sinônimos, abrangendo, igualmente, todo o planeta.
Na atualidade, segundo Santos, a Terra e a humanidade se confundem em um todo único. A presença do homem é um fato em toda a superfície terrestre e, a ocupação que, porventura, ainda não tenha ocorrido, é, entretanto, politicamente existente (SANTOS, 1997).
Em relação à Geografia Médica, Max. Sorre (a exemplo de Josué de Castro) a considerava como parte da Geografia Humana. Permitiu a apreensão da doença em termos de um fenômeno localizável, passível de delimitação em termos de área, inspirado em rumos já delineados por La Blache, Demangeon, Jean Brunhes e De Martonne, entre outros.